# Méhoncourt
Méhoncourt é uma comuna francesa na região administrativa de Grande Leste, no departamento de Meurthe-et-Moselle. Estende-se por uma área de 7,87 km². Em 2010 a comuna tinha 246 habitantes (densidade: 31,3 hab./km²).